# Louis van Gaal
Louis van Gaal (Amszterdam, 1951. augusztus 8. –) holland labdarúgóedző.

## Játékos pályafutása
Louis van Gaal Amszterdamban született, és 20 évesen be is került az Ajax akadémiájára. A felnőtt csapatban nem lépett pályára, az amszterdamiak ez idő tájt olyan játékosokkal bírtak a középpályán, mint Johan Cruijff vagy Johan Neeskens. Pályafutása nagy részét a belga Royal Antwerp FC, és a holland Sparta Rotterdam csapatainál töltötte. Játékos pályafutását az AZ Alkmaarnál fejezte be, majd itt kezdte meg edzői karrierjét.

## Játékos statisztikái
| Klub             | Szezon         | Bajnokság       | Bajnokság | Nemzeti kupa    | Nemzeti kupa | Nemzetközi kupa | Nemzetközi kupa | összesen        | összesen |
| Klub             | Szezon         | Pályára lépések | Gólok     | Pályára lépések | Gólok        | Pályára lépések | Gólok           | Pályára lépések | Gólok    |
| ---------------- | -------------- | --------------- | --------- | --------------- | ------------ | --------------- | --------------- | --------------- | -------- |
| Ajax             | 1971–72        | 0               | 0         | 0               | 0            | 0               | 0               | 0               | 0        |
| Ajax             | 1972–73        | 0               | 0         | 0               | 0            | 0               | 0               | 0               | 0        |
| Ajax             | összesen       | 0               | 0         | 0               | 0            | 0               | 0               | 0               | 0        |
| Royal Antwerp    | 1973–74        | 9               | 2         | 3               | 0            | —               | —               | 12              | 2        |
| Royal Antwerp    | 1974–75        | 3               | 0         | 6               | 2            | —               | —               | 9               | 2        |
| Royal Antwerp    | 1975–76        | 19              | 4         | 2               | 2            | 4               | 0               | 25              | 6        |
| Royal Antwerp    | 1976–77        | 10              | 1         | 1               | 0            | —               | —               | 11              | 1        |
| Royal Antwerp    | összesen       | 41              | 7         | 12              | 4            | 4               | 0               | 57              | 11       |
| Telstar          | 1977–78        | 25              | 1         | –               | –            | —               | —               | 25              | 1        |
| Sparta Rotterdam | 1978–79        | 31              | 5         | –               | –            | —               | —               | 31              | 5        |
| Sparta Rotterdam | 1979–80        | 33              | 1         | –               | –            | —               | —               | 33              | 1        |
| Sparta Rotterdam | 1980–81        | 33              | 5         | –               | –            | —               | —               | 33              | 5        |
| Sparta Rotterdam | 1981–82        | 24              | 1         | –               | –            | —               | —               | 24              | 1        |
| Sparta Rotterdam | 1982–83        | 33              | 5         | –               | –            | —               | —               | 33              | 5        |
| Sparta Rotterdam | 1983–84        | 34              | 2         | –               | –            | 6               | 0               | 40              | 2        |
| Sparta Rotterdam | 1984–85        | 30              | 4         | 3               | 0            | —               | —               | 33              | 4        |
| Sparta Rotterdam | 1985–86        | 31              | 3         | –               | –            | 4               | 0               | 35              | 3        |
| Sparta Rotterdam | összesen       | 248             | 26        | 3               | 0            | 10              | 0               | 261             | 26       |
| AZ               | 1986–87        | 17              | 0         | –               | –            | —               | —               | 17              | 0        |
| Teljes karrier   | Teljes karrier | 331             | 34        | 15              | 4            | 14              | 0               | 360             | 38       |

## Edzői statisztikái
Legutóbb frissítve: 2022. december 9-én lett
| Ajax              | holland     | 1991. szeptember 28. | 1997. június 30.   | 285 | 196 | 49  | 40  | 68.77 |
| Barcelona         | spanyol     | 1997. július 1.      | 2000. május 20.    | 171 | 95  | 32  | 44  | 55.56 |
| Hollandia         | holland     | 2000. július 3.      | 2002. február 1.   | 15  | 9   | 4   | 2   | 60    |
| Barcelona         | spanyol     | 2002. július 1.      | 2003. január 28.   | 30  | 16  | 5   | 9   | 53.33 |
| AZ                | holland     | 2005. július 1.      | 2009. június 30.   | 182 | 105 | 39  | 38  | 57.69 |
| Bayern München    | németország | 2009. július 1.      | 2011. április 10.  | 96  | 59  | 18  | 19  | 61.46 |
| Hollandia         | holland     | 2012. július 6.      | 2014. július 12.   | 29  | 18  | 9   | 2   | 62.07 |
| Manchester United | anglia      | 2014. július 16.     | 2016. május 23.    | 103 | 54  | 25  | 24  | 52.43 |
| Hollandia         | holland     | 2021. augusztus 4.   | 2022. december 10. | 20  | 14  | 6   | 0   | 70    |
| Összesen          | Összesen    | Összesen             | Összesen           | 931 | 566 | 187 | 178 | 60.79 |

## AFC Ajax
1991-ben, Leo Beenhakker távozása után lett az AFC Ajax vezetőedzője. Van Gaal  hatéves edzői regnálása alatt az amszterdamiak háromszor végeztek az első helyen a Eredivisieben, egyszer kupát, háromszor szuperkupát nyert az együttessel. 1995-ben az európai porondon is felért a csúcsra a van Gaal irányította, és többek közt Patrick Kluivert, Edwin van der Sar nevével fémjelzett generáció, amely a UEFA-bajnokok ligája döntőjében 1-0-ra győzte le az AC Milan csapatát. Ebben az évben UEFA szuperkupát, és FIFA-klubvilágbajnokságot is nyert az együttessel. Jellemző, hogy ezekben az években a holland válogatott gerincét is az Ajax labdarúgói adták.(Patrick Kluivert, Edwin van der Sar, Ronald de Boer, Frank de Boer, Edgar Davids, Marc Overmars, Clarence Seedorf) Miután szerződése lejárta után, 1997-ben úgy döntött, hogy elhagyja a csapatot, lovagi kitüntetést kapott.
2004-ben rövid időre visszatért, mint technikai igazgató, de sorozatos konfliktusai voltak Ronald de Boerral, így távozott.

## FC Barcelona
Bobby Robson helyét vette át a katalán együttesnél, és két bajnoki címet, valamint egy kupát is nyert, azonban itt eltöltött időszakát folyamatos konfliktusok jellemezték. Többször is összetűzésbe keveredett a sajtóval, illetve a csapat sztárjával, a brazil Rivaldóval, így 2000-ben, miután elvesztették a bajnoki hajrát, távozott. A 2002-03-as szezonban rövid ideig visszatért a katalánokhoz, azonban korántsem volt az első itt töltött időszakához hasonlóan sikeres, ellenben ismét rengeteg összetűzése akadt játékosaival, többek közt a mellőzött Juan Román Riquelmevel.

## Az Alkmaar
2005 januárjában lett az AZ vezetőedzője, így van Gaal visszatért oda, ahol játékos pályafutását befejezte, míg (segéd)edzői pályafutását elkezdte. 2009-ben a három nagyot(AFC Ajax,PSV Eindhoven, Feyenoord) megelőzve bajnokságot nyert a Denny Landzaat és Shota Arveladze nevével fémjelzett alkmariakkal.

## Holland válogatott
Kétszer is irányította a holland válogatottat. Első megbízatása nem volt túl sikeres, nem sikerült kivezetnie az Oranjét a 2002-es világbajnokságra, akik így nem vehettek rész a Távol-keleti seregszemlén. Pontosan 10 év múlva, 2012-ben ült le ismét a válogatott kispadjára. Ezúttal sikerrel kivezette a csapatot a 2014-es brazíliai világbajnokságra, majd ott az elődöntőbe jutva bronzérmet szerzett.

## Bayern München
2009 nyarán a Bayern München vezetősége van Gaalt igazolta le a vezetőedzői pozícióba. Emiatt, és mert nem érezte kellő erősségűnek a keretet Franck Ribéry is távozni akart,  válaszul a klub leigazolta Arjen Robbent, aki annak idején még van Gaal idejében mutatkozott be a holland utánpótlás, majd nagy válogatottban. A UEFA-bajnokok ligája nyolcaddöntőjében az ACF Fiorentina ellen, majd a negyeddöntőben a Manchester United FC ellen Arjen Robben és Ivica Olić híres góljaival 4:4-es összesítéssel és több idegenbe lőtt góllal jutott tovább a Bayern München. A BL-döntőbe az Olympique Lyonnais összesítésbeli 3-0-s legyőzésésvel jutott a csapat. Május 15-én, a BL-döntő előtti hétvégén a csapat az SV Werder Bremen 4:0-s legyőzésével megnyerte a német kupát, így a bajnokság május 8-i megnyerésével 8. alkalommal dupláztak a müncheniek, és van Gaal lett az első holland edző aki csúcsra ért a német bajnokságban. Az FC Bayern München a triplázás reményével vághatott neki a Bajnokok ligája-döntőjének, melyet végül 0-2-re elvesztettek az FC Internazionale Milano ellen. A szezon két felfedezettje a két saját nevelésű játékos Holger Badstuber és Thomas Müller lett. Amúgy is jellemző van Gaal edzői felfogására, hogy szívesen, és bátran tesz be, majd épít fel fiatal játékosokat.

## Manchester United
David Moyes menesztése után 2014. május 19-én nevezték ki a United menedzserének, és a világbajnokság után állt munkába. Ryan Giggs lett a segítője, és több játékost is igazolt a klubhoz, többek közt Ander Herrera, Luke Shaw, Marcos Rojo, és 59 millió fontos angol átigazolási rekordért Ángel Di María érkezett. A 2014-15-ös idény első bajnokiján 2-1-es vereséget szenvedtek a Swansea City-től. Még meglepőbb volt a ligakupa első fordulójában a Milton Keynes Dons FC elleni 4-0-s vereség. A szezon végén a negyedik helyet szerezte meg a United, van Gaal három hellyel, és hat ponttal teljesített jobban az előző szezonnál. A következő idény előtt újabb játékosok érkeztek, mint például Memphis Depay és Anthony Martial. Ennek ellenére az eredmények nem lettek jobbak. A BL csoportköre után, ahol csak a harmadik helyet szerezték meg az Európa-ligában folytatták, de a Liverpool megállította őket a nyolcaddöntőben. A bajnokságban csupán az ötödik pozíciót szerezték meg, így ismét lecsúszott a csapat a következő évi BL szereplésről, igaz 2016 május 21-én a Crystal Palace elleni 2-1-es győzelemmel sikerült elhódítani az FA kupát, három év után ismét trófeát nyerve. Főként a gyenge bajnoki, és nemzetközi kupaszereplés miatt a sajtó, és a szurkolók a tavaszi szezon folyamán többször kikezdték van Gaalt, akinek a távozása többször szóba került. Végül 2016. május 23-án, egy évvel azelőtt, hogy hároméves szerződése lejárt volna, van Gaal távozni kényszerült a Manchester United éléről.

## Edzői sikerei
AFC Ajax
- Eredivisie: 1993-94, 1994-95, 1995-96
- KNVB kupa: 1993
- Johan Cruijff Shield: 1993, 1994, 1995
- UEFA-kupa: 1991-92
- UEFA-bajnokok ligája: 1994-95
- UEFA-szuperkupa: 1995
- FIFA-klubvilágbajnokság: 1995

FC Barcelona
- La Liga: 1997-98, 1998-99
- Spanyol labdarúgókupa: 1997-98
- UEFA-szuperkupa: 1997

AZ Alkmaar
- Eredivisie: 2008-09

FC Bayern München
- Német Bundesliga: 2009-10
- Német labdarúgókupa: 2009-10
- Német labdarúgó-szuperkupa: 2010

Manchester United
- FA kupa: 2016

Hollandia
- labdarúgó-világbajnokság 3. hely: 2014